# 阿肯色州州徽
阿肯色州州徽在阿肯色州政府簽發文件時使用。阿肯色州州徽於1907年5月23日修改為現在的形式。
一只鷹在底部，其喙中握有捲軸，上面刻有“ Regnat populus”（拉丁語，意為“人民統治”），鷹的一個爪中握有一束箭 另一個爪中握有橄欖樹枝。覆蓋著鷹胸的盾牌，頂部刻有汽船，中間刻有蜂巢和犁，底部刻有小麥。自由女神在頂部，右手舉著花環，左手舉著一根棍子，頂著自由帽，周圍是一圈星光，外面是一圈光線；左邊是天使的雕像，上面刻著“憐憫”，右邊是劍，上面刻著“正義”，上面刻著“阿肯色州州徽”。

## 延伸閱讀
- Shearer, Benjamin F.; Shearer, Barbara S. . Illustrated by Jerrie Yehling Smith. New York: Greenwood Press. 1987: 37. ISBN 0-313-24559-2. LCCN 86-27135. OCLC 779025878. OL 2732936M.
- Ware, David. . . 2018-03-08  [2020-09-03]. （原始内容存档于2020-12-05）.